# Список эпизодов телесериала «Властелин колец: Кольца власти»
Список эпизодов американского фэнтезийного телесериала «Властелин колец: Кольца власти». Сюжет основан на романе-эпопее Дж. Р. Р. Толкина «Властелин колец» и приложениях к нему. Действие происходит во Вторую эпоху легендариума Толкина, когда зло вновь набирает силу в Средиземье.

## Обзор сезонов
| Сезон | Серии | Серии | Даты показа     | Даты показа     |
| Сезон | Серии | Серии | Первая серия    | Последняя серия |
| ----- | ----- | ----- | --------------- | --------------- |
| 1     | 8     | 8     | 2 сентября 2022 | 14 октября 2022 |
| 2     | 8     | 8     | 29 августа 2024 | 3 октября 2024  |

## Список серий

### Сезон 1 (2022)
| № общий | № в сезоне | Название                               | Режиссёр            | Автор сценария                                          | Дата премьеры    |
| ------- | ---------- | -------------------------------------- | ------------------- | ------------------------------------------------------- | ---------------- |
| 1       | 1          | «Тень прошлого» «A Shadow of the Past» | Х. А. Байона        | Дж. Д. Пейн и Патрик Маккей                             | 2 сентября 2022  |
| 2       | 2          | «По течению» «Adrift»                  | Х. А. Байона        | Дженнифер Хатчисон                                      | 2 сентября 2022  |
| 3       | 3          | «Адар» «Adar»                          | Уэйн Йип            | Джейсон Кэхилл, Джастин Добл                            | 9 сентября 2022  |
| 4       | 4          | «Великая волна» «The Great Wave»       | Уэйн Йип            | Стефани Фолсом, Дж. Д. Пейн, Патрик Маккей              | 16 сентября 2022 |
| 5       | 5          | «Расставания» «Partings»               | Уэйн Йип            | Джастин Добл                                            | 23 сентября 2022 |
| 6       | 6          | «Удун» «Udûn»                          | Шарлотта Брендстрём | Николас Адамс, Джастин Добл, Дж. Д. Пейн, Патрик Маккей | 30 сентября 2022 |
| 7       | 7          | «Око» «The Eye»                        | Шарлотта Брендстрём | Джейсон Кэхилл                                          | 7 октября 2022   |
| 8       | 8          | «Сплавленный» «Alloyed»                | Уэйн Йип            | Дженнифер Хатчисон, Дж. Д. Пейн, Патрик Маккей          | 14 октября 2022  |

### Сезон 2 (2024)
| № общий | № в сезоне | Название                                                         | Режиссёр                       | Автор сценария                            | Дата премьеры    |
| ------- | ---------- | ---------------------------------------------------------------- | ------------------------------ | ----------------------------------------- | ---------------- |
| 9       | 1          | «Владыки эльфов под небесным сводом» «Elven Kings Under the Sky» | Шарлотта Брендстрём            | Дженнифер Хатчисон                        | 29 августа 2024  |
| 10      | 2          | «Там, где звёзды странные» «Where the Stars are Strange»         | Шарлотта Брендстрём Луиз Хупер | Джейсон Кэхилл                            | 29 августа 2024  |
| 11      | 3          | «Орёл и скипетр» «The Eagle and the Sceptre»                     | Луиз Хупер Шарлотта Брендстрём | Хелен Шан                                 | 29 августа 2024  |
| 12      | 4          | «Древнейший» «Eldest»                                            | Луиз Хупер Санаа Хамри         | Глениз Маллинз                            | 5 сентября 2024  |
| 13      | 5          | «Каменные чертоги» «Halls of Stone»                              | Луиз Хупер Санаа Хамри         | Николас Адамс                             | 12 сентября 2024 |
| 14      | 6          | «Где он» «Where Is He»                                           | Санаа Хамри                    | Джастин Добл                              | 19 сентября 2024 |
| 15      | 7          | «На смерть обречённые» «Doomed to Die»                           | Шарлотта Брендстрём            | Дж. Д. Пейн, Патрик Маккей и Джастин Добл | 26 сентября 2024 |
| 16      | 8          | «Пламя и тень» «Shadow and Flame»                                | Шарлотта Брендстрём            | Дж. Д. Пейн и Патрик Маккей               | 3 октября 2024   |